# Руставели (станция метро)
Руставе́ли (Площадь Руставели; груз. რუსთაველი) — подземная колонная глубокого заложения станция метрополитена в Тбилиси, на Ахметели-Варкетилской линии между станциями «Марджанишвили» и «Тависуплебис моедани». Является самой глубокой станцией (65 м) в Тбилисском метро. Одна из двух станций Ахметели-Варкетилской линии (вторая – следующая за ней «Тависуплебис Моедани»), находящаяся на правом берегу реки Куры. 
Станция открыта 11 января 1966 года в составе первого участка метро «Дидубе» — «Руставели».
Станции присвоено имя Шота Руставели: она расположена на названном в его честь проспекте.
Автором барельефов, украшающих станцию, является Э. Д. Амашукели.
В южном торце станции расположен задел для перехода на третью линию. В настоящее время планы строительства остаются неясными.

## Галерея
- Эскалатор на станции Руставели
- Посадочный зал
- Зал станции